# Nyaruhona
Nyaruhona är ett vattendrag i Burundi.   Det ligger i provinsen Gitega, i den centrala delen av landet, 80 km öster om huvudstaden Bujumbura.
Omgivningarna runt Nyaruhona är en mosaik av jordbruksmark och naturlig växtlighet. Runt Nyaruhona är det ganska tätbefolkat, med 100 invånare per kvadratkilometer.